# Elmir Asani
Elmir Asani (in serbo Елмир Асани?; Novi Sad, 15 settembre 1995) è un calciatore serbo, centrocampista del Borac Novi Sad.

## Carriera

### Club
Il 12 gennaio 2019 viene acquistato a titolo definitivo dalla squadra albanese dello Skënderbeu.